# Eingliederungszuschuss
Eingliederungszuschüsse (EGZ) sind eine Leistung der aktiven Arbeitsförderung nach dem Dritten Buch Sozialgesetzbuch (SGB III). Arbeitgeber können zur Eingliederung von Arbeitnehmerinnen und Arbeitnehmern, deren Vermittlung wegen in ihrer Person liegender Gründe erschwert ist, einen Lohnkostenzuschuss zum Arbeitsentgelt erhalten. Die Zuschüsse dienen dem Ausgleich von erwarteten Minderleistungen, die bspw. auf Grund einer  Behinderung, einer geringen Qualifikation oder des Alters bestehen können. 
Allein die Arbeitslosigkeit des Arbeitnehmers stellt keinen hinreichenden Grund für die Bewilligung einer Förderung dar. Entscheidend ist das Vorliegen von Vermittlungshemmnissen, die einen konkreten Wettbewerbsnachteil für den Betroffenen bedeuten. Geregelt ist die Leistung in § 88 ff. SGB III sowie intern durch eine entsprechende Geschäftsanweisung der Bundesagentur für Arbeit.